# Вила Петри - Монталто (Пиза)
Вила Петри - Монталто је насеље у Италији у округу Пиза, региону Тоскана.
Према процени из 2011. у насељу је живело 7 становника. Насеље се налази на надморској висини од 77 м.